# Les Reines du ring
Pour plus de détails, voir Fiche technique et Distribution.
Les Reines du ring est un film français réalisé par Jean-Marc Rudnicki, sorti en 2013.

## Synopsis
Dans une ville du Nord, Rose, 30 ans, est embauchée comme caissière dans un supermarché à sa sortie de prison. Mais par-dessus tout, elle souhaite renouer avec son fils Mickaël qu'elle n'a pas vu depuis quelques années et qui la rejette. Découvrant que le jeune garçon se passionne pour le catch, elle décide de monter une équipe avec ses collègues : Colette, une femme mariée et mère de deux enfants ; Jessica, une jeune femme sexy qui enchaîne les conquêtes et Viviane, une bouchère au look gothique. Elles sont entraînées par Richard Cœur de Lion, un vétéran du catch.

## Fiche technique
- Titre : Les Reines du Ring
- Réalisation : Jean-Marc Rudnicki
- Scénario : Manon Dillys, Hélène Le Gal, Marie Pavlenko
- Photographie : Antoine Monod
- Montage : Antoine Vareille
- musique : Archibald
- Sociétés de production : Karé Productions, WWE Studios, La Petite Reine, Orange studio
- Budget : 10 906 743 euros[1]
- Pays d'origine :  France
- Langue : français
- Format : couleur
- Genre : Comédie
- Dates de sortie : 
  -  France : 3 juillet 2013

## Distribution
- Marilou Berry : Rose alias Rosa Croft, ancienne taularde embauchée comme caissière
- Nathalie Baye : Colette alias Wonder Colette, caissière syndicaliste et mère de deux enfants
- André Dussollier : Richard Cœur de Lion, ancien catcheur devenu patron d'une salle de sport
- Audrey Fleurot : Jessica alias Jessie D puis Calamity Jess, caissière
- Corinne Masiero : Viviane alias Kill Biloute, bouchère du supermarché
- Isabelle Nanty : Sandrine Pedrono, patronne du supermarché
- Jacques Frantz : Tonio, barman puis sponsor
- Cyril Gueï : Jonathan, jeune interne boxeur à ses heures
- Hugo Fernandes : Mickaël, le fils de Rose
- Nicky Naudé : Enriquo, vigile du supermarché
- Éric Savin : Laurent, le mari de Colette
- Biyouna : Fadela, caissière
- Agathe Dronne : Catherine, la mère d'accueil
- Émilie Gavois-Kahn : Evelyne
- Clément Michel : Le dragueur en boîte
- The Miz : Lui-même
- CM Punk : Lui-même
- Eve Torres : Elle-même
- Philippe Chereau : Lui-même (commentateur catch)
- Christophe Agius : Lui-même (commentateur catch)
- Freddy Fontana : L'arbitre
- Nathalie Renoux : Elle-même
- Jean-Marie Paris : L'entraineur Mexicain
- Djibril Gueye : L'ami boxeur
- Véronique Barrault : La référente ASE
- Éric Laugérias : Un client

## Bande originale
Sauf indication contraire ou complémentaire, les informations mentionnées dans cette section proviennent du générique de fin de l'œuvre audiovisuelle présentée ici.

### Musiques pour le film
- Thème Repassage - Étienne Charry
- Niveau 0 - Germain Boulay
- Happy Market - Germain Boulay
- Do you want me - Frédéric Sana

### Musiques préexistantes
- Hey Sexy Lady - Shaggy
- The Final Countdown - Europe
- Eye of the Tiger - Survivor
- La Cucaracha – chantée a cappella par André Dussollier
- Easy - Lionel Richie
- Mariachi mexicain : Cumbias - Instituto Mexicano del Sonido - (Camilo Lara & Holger Beier)
- Touch Me (I Want Your Body) - Samantha Fox
- Maria Bonita - Pham
- Jungle Fever (en) - Les Chakachas
- So' Belie Li Campagne (A' Primavera) - I Cimarosa (nap)
- Qui peut me stopper ? - La Fouine
- Ring of Fire - Johnny Cash
- The Wonder Woman theme - Charles Fox & Norman Gimbel
- La Petite Maison dans la prairie - thème - David Rose
- Il cielo in una stanza (en) - Gino Paoli
- Tchunga Ya - Etienne Perruchon
- Bang Bang - Mani
- Le Lac des Cygnes - Acte I n°9 : Finale - Tchaïkovsky
- Wham Bam - Andrew Bojanic & Elizabeth Hooper (Wizardz of Oz) et Jim Marr & Wendy Page (Skin Games (en))
- Bavarian Kermess - Pierre Carrier & Jacques Flecheux[2]
- Like Dis, Like Dat - Jack Doyle
- Una nuova storia - Eric Gemsa & Elisabeth Conjard
- Do Right - Cut One
- La Mia Vita - Brice Davoli
- Tchang Fou - Eric Mallet & Dominique Guiot
- Jarabe tapatío - Jesús González Rubio (en) - arrangé par Jeremy Sweet & Marc Ferrari

La musique du film comporte des variantes de thèmes cultes comme celui de La Marche impériale de L'Empire contre-attaque (lorsque Colette emprunte le sabre-laser de son fils et se prend pour « Colette Vador ») ou encore l'introduction d'Eye of the Tiger de Rocky 3 (à l'entrée des trois anciennes catcheuses).

## Accueil
Lors de sa sortie, le film s'avère être un échec commercial avec un budget proche des 11 000 000 d'euros il n'est vu que par 266 285 spectateurs durant les quatre semaines d'exploitation,,. De plus, le film n'est vendu que dans sept pays.

## Analyse